# محمد طه سيالة
محمد الطاهر سيالة هو سياسي ليبي عمل سابقًا وزيرًا لخارجية ليبيا في حكومة الوفاق الوطني.

## وزارة خارجية ليبيا
كان سيالة أحد الوزراء 18 الذين تم تفويضهم من قبل المجلس الرئاسي لحكومة الوفاق الوطني المعترف بها دوليًا، في يناير 2016، بهدف إعادة توحيد ليبيا. كما عمل قبل ذلك في حكومة ليبيا ما قبل أحداث 2011.
في يونيو 2016، التقى سيالة بجينس ستولتنبرغ، الأمين العام لحلف شمال الأطلسي في بروكسل، حيث ناقشوا الوضع الأمني في ليبيا والمساعدة العسكرية المحتملة إلى حكومة الوفاق الوطني. كما التقى مع فيديريكا موغيريني، رئيس الشؤون الخارجية في الاتحاد الأوروبي، وديدييه ريندرز، وزير الشؤون الخارجية في بلجيكا. وناقشوا قضايا الأمن والاتجار بالبشر في ليبيا، وتعيين سفير ليبي جديد في الاتحاد الأوروبي.
في مارس 2017، رافق سيالة نائب رئيس الوزراء، أحمد معتيق، إلى اجتماع في موسكو مع الممثل الخاص لرئيس روسيا لمنطقة الشرق الأوسط وأفريقيا، ميخائيل بوغدانوف. وناقشوا الأزمة الليبية المستمرة والحلول لحل النزاع، بما في ذلك إمكانية إجراء مفاوضات بين حكومة الوفاق الوطني ومجلس النواب في طبرق. في محاولة لتحسين لتحسين العلاقات بين روسيا وحكومة الوفاق، في ظل العلاقات الجيدة التي جمعت روسيا بمنافسيهم في شرق البلاد: مجلس النواب والمشير خليفة حفتر.
في 9 مايو 2017، وخلال مؤتمر صحافي في الجزائر صرح سيالة بأن المشير خليفة حفتر هو القائد العام للجيش الليبي، ثم عاد وأوضح أن حكومة الوفاق الوطني ستمنحه هذا المنصب إذا اعترف بحكومته والمدعومة من الأمم المتحدة. 
التقى سيالا بوفد من أعضاء البرلمان الإستوني في 2 نوفمبر 2017، بقيادة وزير الخارجية الإستوني السابق كيت بينتوس-روزيمانوس. وذكر أن الحل السياسي في ليبيا مهم بالنسبة للاتحاد الأوروبي وإستونيا، كما أكد دعم إستونيا للجهود الليبية ضد تهريب الأسلحة والمخدرات. في رأي وزير الخارجية الليبي، من الضروري إجراء استفتاء دستوري وكذلك إجراء انتخابات لتحديد مستقبل البلاد. وفي قمة عقدت في بوليفيا في 24 نوفمبر، التقى سيالة بنائب الرئيس الإيراني إسحاق جهانجيري، مشيرًا إلى أن كلا الجانبين يريدان تعميق العلاقات بين إيران وليبيا.